# Lijst van encyclieken van paus Johannes XXIII
Dit artikel bevat een lijst van de acht encyclieken van paus Johannes XXIII:
| No. | Latijn                      | Nederlandse vertaling                   | Onderwerp                                                                        | Datum             | Tekst    |
| --- | --------------------------- | --------------------------------------- | -------------------------------------------------------------------------------- | ----------------- | -------- |
| 1.  | Ad Petri Cathedram          | "Op de zetel van Petrus"                | Waarheid, eenheid en vrede in een sfeer van naastenliefde                        | 29 juni 1959      | (Engels) |
| 2.  | Sacerdotii Nostri Primordia | "Vanaf het begin van ons priesterschap" | Ter gelegenheid van de honderdste sterfdag van Johannes Maria Vianney            | 1 augustus 1959   | (Engels) |
| 3.  | Grata Recordatio            | "In vreugdevolle herinnering"           | De Rozenkrans: gebed voor de kerk, missie, internationale en sociale problemen   | 26 september 1959 | (Engels) |
| 4.  | Princeps Pastorum           | "De prins der herders"                  | De missie, inheemse geestelijkheid, en lekenparticipatie                         | 28 november 1959  | (Engels) |
| 5.  | Mater et Magistra           | "Moeder en lerares"                     | Christendom en sociale vooruitgang                                               | 15 mei 1961       | (Engels) |
| 6.  | Aeterna Dei Sapientia       | "Gods eeuwige wijsheid"                 | Ter gelegenheid van het vijftiende eeuwfeest van de dood van paus Leo I          | 11 november 1961  | (Engels) |
| 7.  | Paenitentiam Agere          | "Boete doen"                            | De noodzakelijkheid van in- en extern berouw                                     | 1 juli 1962       | (Engels) |
| 8.  | Pacem in Terris             | "Vrede op Aarde"                        | Het bereiken van universele vrede in waarheid, gerechtigheid, liefde en vrijheid | 11 april 1963     | (Engels) |